# Nicole Bonamino
Nicole Bonamino (Tortona, 13 giugno 1991) è una hockeista in-line italiana.
Gioca nel ruolo di portiere.

## Carriera sportiva
Attualmente gioca come portiere di hockey in-line nella squadra femminile delle Gatte Nere Piacenza e come portiere di hockey su ghiaccio nel Real Torino Hockey Club.  Precedentemente ha giocato come portiere di hockey in-line nel Monleale. Ha partecipato ai mondiali di hockey in-line del 2009 e del 2011. Nicole Bonamino è stata il miglior portiere femminile italiano in-line 2011-2012 e 2012-2013.

## Vita privata
Nel febbraio 2014, in un'intervista rilasciata in esclusiva a Lez Pop, dichiarò la propria omosessualità.